# Tobias Hamann
Tobias Hamann-Pedersen (født 8. september 1988) er en dansk autodidakt konditor, chocolatier og tv-vært ved en række kage- og bageprogrammer. 
Tobias Hamann-Pedersen blev landskendt, da han i 2014 vandt DR1's Den store bagedyst samt Den Store Jule -og Nytårsbagedyst.[kilde mangler]
Tobias Hamann-Pedersen er opvokset i Silkeborg.[kilde mangler] Han har i sin barndom dyrket fodbold på høj plan og bl.a. spillet for Silkeborg IF’s førstehold. Han har studeret Østeuropastudier på Aarhus Universitet, men ikke færdiggjort sin uddannelse. Før 2014 arbejdede han som freelance skribent for Jyllands Postens rejsesektion Explorer og skrev rejseartikler fra blandt andet Bangladesh, Ukraine og Kirgisistan. 
Efter Bagedysten fik han sit eget TV-program "Bag Verden - med Tobias" på DR1. Med inspiration fra mennesker, landskaber og oplevelser forenede Tobias hvert land i en kage. 
I en serie juleprogrammer på DR1 med titlen "Smagen af et Juleeventyr" bagte Tobias spiselige udgaver af H.C. Andersens juleeventyr i selskab med Ole Thestrup, Søren Fauli og Søren Ryge.
Tobias blev den 6. marts 2016 som den første amatør danmarksmester i disciplinen "chokoladeskulpturer" ved Callebaut Chocolate Showpiece Competition i Herning.
Tobias er desuden uddannet hypnotisør i Los Angeles, USA, 2017 og har afholdt ca. 50 hypnoseshows i Danmark. I 2018 lavede han, i samarbejde med DR, dokumentaren, "Hypnotisøren - Tobias og Ali Hamann".
Han er barnebarn til den kontroversielle hypnotisør Ali Hamann.  
Privat danner han par med podcastvært Patricia Thyberg, og har sammen med hende en dreng.   